# Callohesma calliopsella
Callohesma calliopsella är en biart som först beskrevs av Cockerell 1910.  Callohesma calliopsella ingår i släktet Callohesma och familjen korttungebin. Inga underarter finns listade.

## Bildgalleri

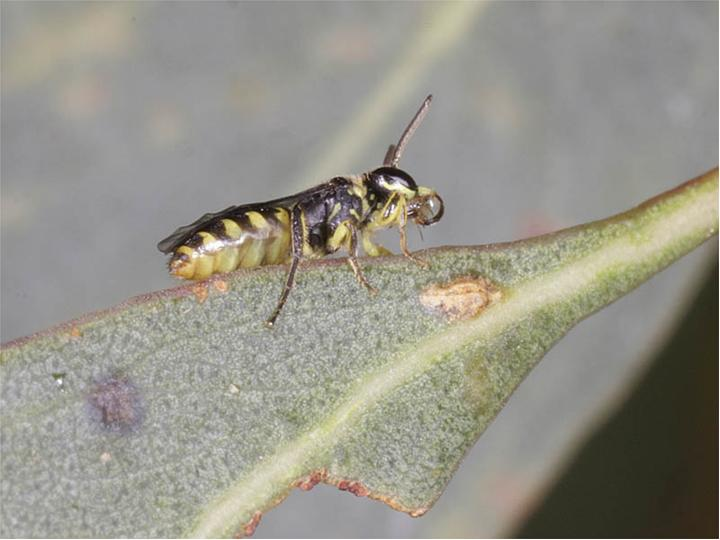
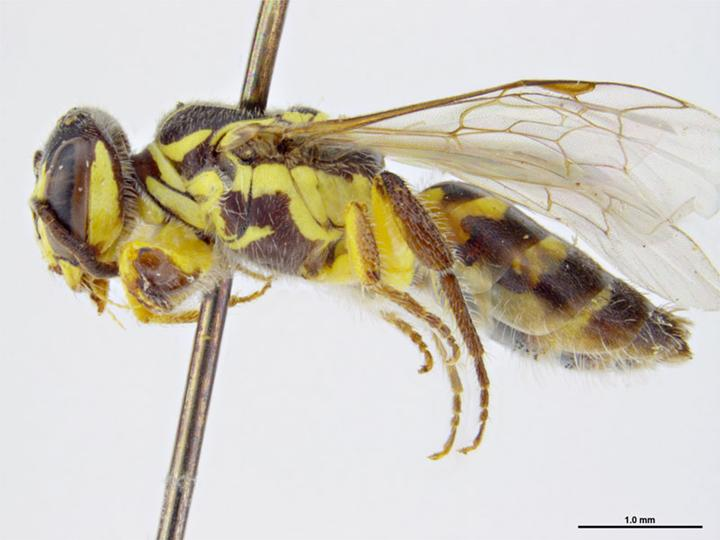
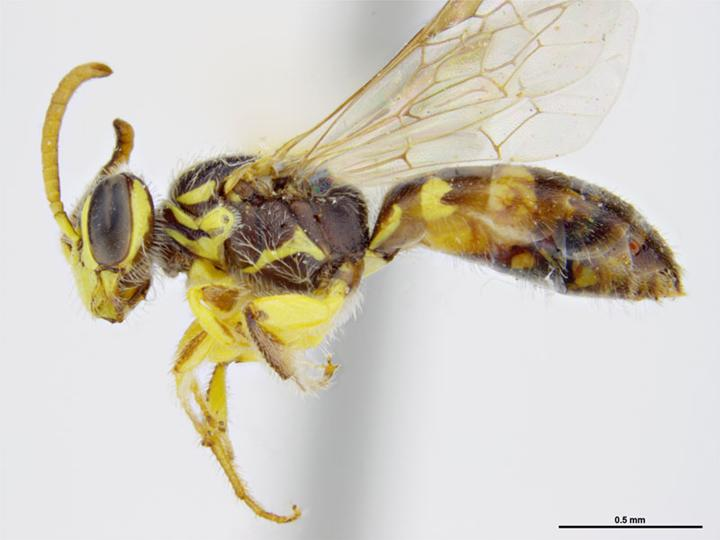
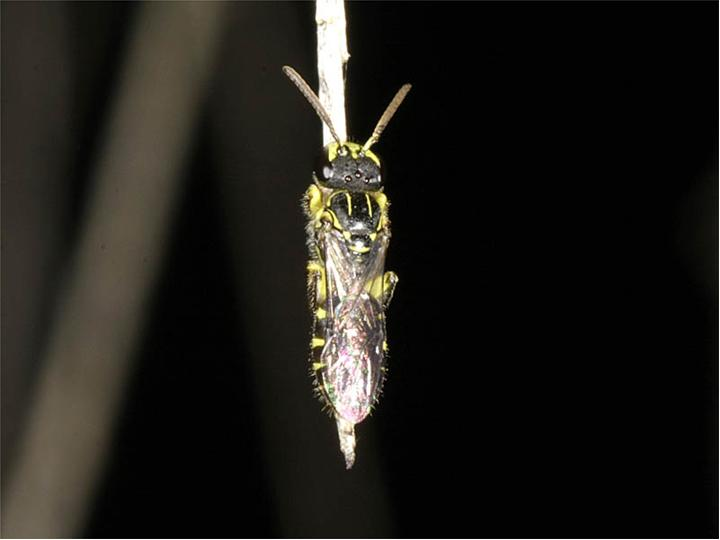